# بيتي لونا
بيتي لونا (بالإنجليزية: Betty Luna)‏ هي لاعب كرة قاعدة أمريكية، ولدت في 1 مايو 1927 في دالاس في الولايات المتحدة، وتوفيت في 13 يوليو 2004 في لوس أنجلوس في الولايات المتحدة.